# Pasionál
Pasionál (starším pravopisem passionál) je středověká kniha popisující mučení světců, popřípadě také jejich život, anebo utrpení Ježíše Krista. Zpravidla bývá uspořádán kalendářně podle jednotlivých svátků v průběhu liturgického roku. Pasionály obvykle vznikly úpravou Zlaté legendy, což je i případ staročeského pasionálu vzniklého kolem poloviny 14. století. Z obsahového hlediska však pasionálem přes svůj název není Pasionál abatyše Kunhuty.
V jiném významu může pasionál označovat knihu obsahující texty pašijí, případně doplněné o melodickou linku nebo hudební doprovod, používané v liturgii během bohoslužeb v období Velikonoc.